# Ariarathes V.

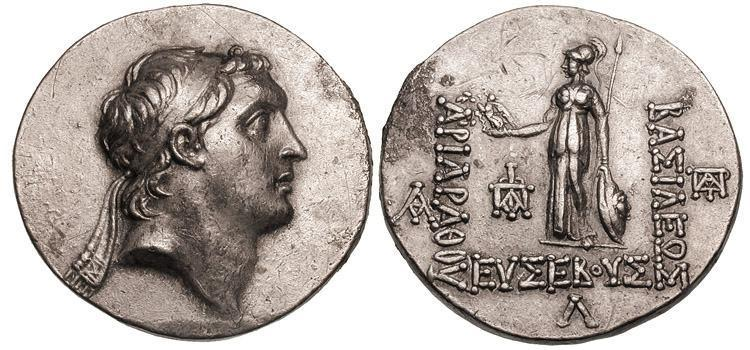
Ariarathes V

Ariarathes V. Eusebes Philopator (altgriechisch Ἀριαράθης Εὐσεβής Φιλοπάτωρ Ariaráthēs Eusebḗs Philopátōr) regierte circa 163 bis 130 v. Chr. als König Kappadokiens. Er zeichnete sich durch „vorzügliche Charaktereigenschaften“ aus, pflegte Philosophie und Geisteswissenschaften und wird deshalb von manchen als einer der größten Könige Kappadokiens bezeichnet.

## Herkunft und Jugend
Ariarathes V. war Sohn des Ariarathes IV. von Kappadokien, der halb griechisch-makedonischer, halb persischer Abstammung war, und der Antiochis, einer Tochter des Seleukidenkönigs Antiochos III. aus der griechisch-makedonischen Seleukiden-Dynastie. Entgegen der Annahme von Titus Livius studierte er wahrscheinlich in Athen, wo er sich wohl mit dem späteren pergamenischen König Attalos II. Philadelphos befreundete.

## Herrschaft
Infolge der von Rom veranlassten Zurückweisung der Eheschließung mit Laodike, einer Schwester von Demetrios I. (Soter), erklärte dieser Ariarathes V. den Krieg und förderte den Usurpator Orophernes, seinen Bruder, als Thronanwärter. Ariarathes wurde seines Thrones beraubt und floh gegen 158 v. Chr. nach Rom. Die Römer setzten ihn wieder ein, gestatteten aber Orophernes, dessen Herrschaft gemeinsam mit seinem Bruder fortzuführen, wie Appian und Polybios berichten. Dieses Kondominium hielt wohl nicht lange vor, da Ariarathes schon kurze Zeit später wieder als alleiniger Herrscher genannt wird.
Im Jahre 154 v. Chr. unterstützte Ariarathes den König von Pergamon, Attalos II., in dessen Krieg gegen Prusias II. und sandte hierfür seinen Sohn Demetrios als Führer der Streitkräfte. Im Jahre 130 v. Chr. fiel er im Krieg Roms gegen Aristonikos von Pergamon.
Im Gegenzug für die Unterstützung, die Ariarathes den Römern geliefert hatte, überließ  Rom der Familie  Lykaonien und Kilikien als Herrschaftsbereich.

## Heirat und Nachkommen
Mit seiner Frau Nysa, einer Tochter von König Pharnakes I., hatte er sechs Söhne, die mit einer Ausnahme alle von seiner Frau getötet wurden, die ihrerseits die Herrschaft über das Königreich erlangen wollte. Nachdem diese aufgrund ihrer Grausamkeit vom Volk getötet worden war, wurde Ariarathes’ letzter verbliebener Sohn als Ariarathes VI. Thronfolger.

## Wirken
Ariarathes war trotz seiner Freundschaft zu Rom ein bedeutender Philhellene und wurde mit dem Bürgerrecht Athens geehrt. Die beiden kappadokischen Städte Caesarea Mazaca und Tyana wurden von ihm mit dem griechischen Namen Eusebeia versehen. Mit Schenkungen an Athen und dessen Einrichtungen war er freigiebig. Gemeinsam mit Attalos II. stiftete er eine Statue zu Ehren seines Lehrers Karneades. Eine Inschrift einer Schauspielervereinigung erinnert an die Förderung durch ihn und seine Frau. Seine Korrespondenz mit Karneades ist durch das Zeugnis des Diogenes Laertios bekannt.